# 吴茱萸
吴茱萸（學名Tetradium ruticarpum），别名吴萸、茶辣、漆辣子、伏辣子、曲药子、气辣子、臭泡子、臭辣子树、左力纯幽子、米辣子等。通常分大花吴茱萸、中花吴茱萸和小花吴茱萸等几个品种。吴茱萸及其变种石虎或疏毛吴茱萸的接近成熟的果实为常用中药。其性热味苦，有散寒止痛、降逆止呕之功，用于治疗肝胃虚寒、阴浊上逆所致的头痛或胃腕疼痛等症。

## 形态
吴茱萸为落叶灌木或小乔木，高2.5—10米，生长于温暖地带，在中国主要分布于长江以南地区。幼枝、叶轴、叶柄及花序均覆盖有黄褐色或锈褐色绒毛。老枝呈赤褐色，上面有明显椭圆或扁圆形皮孔。吴茱萸的叶对生，为奇数羽状复叶，小枝叶3-4对，为长椭圆形或卵状椭圆形，长5-14厘米，宽2-6厘米，顶端锐尖或渐尖，叶两面有粗大透明腺点，被淡黄褐色绒毛，叶脉上尤其浓密。芽折有浓到刺鼻的香气。吴茱萸的花为单性，雌雄异株，聚伞状圆锥花序，生于顶部。吴茱萸的花不大，呈黄白色。雄花有5裂萼片，5裂花瓣，5枚雄蕊，子房退化为三棱形，覆盖有绒毛。雌花花瓣比雄花的稍大，内面覆盖长绒毛，柱头退化呈鳞片状，子房上位，有5心皮。蓇葖果为扁球形，紫红色，上面有粗大的腺点，每枚果中含1粒卵球形的种子，黑色且有光泽。春夏之际为花期，夏秋之际为果期。

## 种植
多以栽培为主。中国明代医药家李时珍在《本草纲目》中记载；"五行志云：合东种自杨、茱萸，增年除害"。

### 生长习性
吴茱萸喜欢在温暖湿润、阳光充足的环境中生长，对土壤的要求不严，中性、微碱性或微酸性的土壤都能生长，一般的山坡地、平原、房前屋后、路旁均可种植。野生吴茱萸多生长在疏林中或林缘的空旷地带。

### 繁殖方法
根插、枝插和分蘖繁殖。

### 病虫害防治
吴茱萸主要病虫害有褐天牛、柑桔凤蝶、小地老虎、黄地老虎、红腊蚧、矢尖蚧、煤污病、锈病

### 采制
吴茱萸移栽2-3年后就可以开花结果。采收时间因品种和种植地点而异。一般在7-8月，当果实由绿色转为橙黄色、尚未开裂时，就可以采收。采摘时间宜在早上有露水时，以减少果实脱落。将果实晒干或低温干燥后搓去果柄、去除杂质即可。通常的植株可连续结果20-30年。吴茱萸的果实容易走失香气、泛油、发霉变味，所以在应放置在阴凉干燥处。

## 果实
吴茱萸及其变种的接近成熟的果实为常用中药。

### 性状
吴茱萸的果实呈五角状扁球形，直径2－5毫米。表面呈暗黄绿色或褐色，粗糙且有点状突起或凹下的油点。顶端有五角星状的裂隙，基部残留有覆盖黄色茸毛的果梗。质地硬而脆，气味芳香浓郁，味辛辣而苦。

### 化学成分
含有吴茱萸碱(evodiamine)、吴茱萸次碱(rutaecarpine)、羟基吴茱萸碱(hydroxy-evodiamine)、柠檬内酯(limonin)、辛弗林(synephrine)、吴茱萸烯(evodene)等。

### 中药性味
性热、味辛、苦，有小毒，归肝，脾，胃经。为常用的溫裏藥。有温中散寒，开郁止痛的功效。长于治疗呕逆吞酸、厥阴头痛、胱腹冷痛、胃冷吐酸、脚气水肿等症，外治口舌生疮。中医以吴茱萸为主药的成方很多，如《丹溪心法》用它治肝火，《千金翼方》中用它治头风，《圣惠方》中用它治胃虚冷等。吴茱萸辛热燥烈，易损气动火，故不宜过量久服，阴虚有热者忌用。

### 历史
吴茱萸始载于《神农本草经》，被列为中品。
《名医别录》中记载：「吴茱萸生上谷川谷及冤句……九月九日采，阴干。陈久者良。」
唐代陈藏器说：「茱萸南北总有，入药以吴地者为好，所以有吴之名也。」
宋代苏颂说：「今处处有之，江浙、蜀汉尤多，木高丈余，皮青绿色，叶似椿而阔厚，紫色，三月开红紫细花，七月、八月结实似椒子，嫩时微黄，至熟则深紫，或云颗粒紧小，经久色青绿者，是吴茱萸；颗粒大，经久色黄黑者是食茱萸。」
明代李时珍说：「茱萸枝柔而肥，叶长而皱，其实结于梢头，垒垒成簇而无核，与椒不同，一种粒大，一种粒小，小者入药为胜。」李时珍所指粒大的原植物可能是吴茱萸，粒小的原植物可能是石虎。

### 处方用名
有：吴茱萸、吴萸、淡吴萸、制吴萸。药用别名：吴芋、左为、纯幽子、气辣子等。在商品经营和药用处方上，常用其别名吴芋。

## 異名

### 同模異名
- Ampacus ruticarpa (A.Juss.) Kuntze, Revis. Gen. Pl. 1: 98 (1891)
- Euodia ruticarpa (A.Juss.) Benth., Fl. Hongk.: 59 (1861)

### 異模異名
- Cyclocarpus japonicus Jungh., Tijdschr. Natuurl. Gesch. Physiol. 7: 311 (1840)
- Euodia bodinieri Dode, Bull. Soc. Bot. France 55: 703 (1909)
- Euodia compacta Hand.-Mazz., Symb. Sin. 7: 627 (1933)
- Euodia hirsutifolia Hayata, Icon. Pl. Formosan. 6: 5 (1916)
- Euodia officinalis Dode, Bull. Soc. Bot. France 55: 703 (1909)
- Euodia rugosa Rehder & E.H.Wilson, C.S.Sargent, Pl. Wilson. 2: 132 (1914)

## 延伸阅读
[在维基数据编辑]
 《植物名實圖考·吳茱萸》，出自吳其濬《植物名實圖考》

## 外部連結
- 吳茱萸 Wuzhuyu（页面存档备份，存于） 藥用植物圖像數據庫 (香港浸會大學中醫藥學院) （中文）（英文）
- 吳茱萸 中藥材圖像數據庫  (香港浸會大學中醫藥學院) （中文）（英文）
- 吳茱萸 Wu Zhu Yu（页面存档备份，存于） 中藥標本數據庫 (香港浸會大學中醫藥學院) （繁體中文）（英文）
- 吳茱萸堿 Rutecarpine（页面存档备份，存于） 中草藥化學圖像數據庫 (香港浸會大學中醫藥學院) （中文）（英文）
- 吳茱萸堿 Evodiamine（页面存档备份，存于） 中草藥化學圖像數據庫 (香港浸會大學中醫藥學院) （中文）（英文）